# 야토병
야토병(野兔病), 산토끼병, 툴레어증(tularemia, tularaemia, Pahvant Valley plague, rabbit fever, deer fly fever, Ohara's fever)는 야토병균(Francisella tularensis)이라는 세균에 의해 발생하는 감염병이다. 발열, 피부 궤양, 임파선염 등의 증상이 발생한다. 때때로 목에 감염되거나 폐렴이 나타날 수도 있다.
진드기, 사슴파리에 의해 물리거나 감염된 동물 과 접촉함으로써 감염된다. 오염된 먼지를 흡입하거나 오염된 물을 마셔도 감염된다. 사람끼리 직접 전염되지는 않는다. 혈액 검사를 하거나, 감염된 부위에서 시료를 채취해 배양함으로써 진단할 수 있다.
진드기를 박멸하고, 방충제를 사용하고, 긴 바지를 착용함으로써 어느 정도 예방할 수 있다. 동물의 사체를 만지지 않아야한다. 스트렙토마이신 등의 항생제를 통해 치료할 수 있다. 젠타마이신, 독시사이클린, 시프로플록사신도 사용된다.
1970년대에서 2015년 사이에 미국에서만 매년 200건의 발병 사례가 보고된다. 남성이 여성보다 많이 감염되며, 중년 이하에서 더 자주 감염된다. 미국에서는 여름에 주로 발생한다. 캘리포니아주의 툴레어 군에서 처음 보고되었는데, 툴레어증이라는 이름은 여기서 따온 것이다. 야토(들 야野, 토끼 兎)라는 이름에서 볼 수 있듯 토끼 등의 포유류도 감염된다.

## 증상
감염 부위에 따라 피부궤양성림프절형(ulceroglandular), 림프절형(glandular), 구강인두형(oropharyngeal), 폐렴형(pneumonic), 안구림프절형(oculoglandular), 장관형(Gastrointestinal), 발열형(typhoidal) 야토병으로 구분한다. 이중 피부궤양성림프절형이 전체의 75~80%를 차지한다.
잠복기는 1일에서 14일 정도로, 대부분의 사람은 감염 후 3일에서 5일이 지나면 증상을 보이기 시작한다. 대부분의 포유동물들은 감염되면 발열, 기면, 거식증, 패혈증 증상 등을 보이며, 심한 경우 사망에 이르기까지 한다. 일부 동물들은 사람처럼 피부궤양이 나타나기도 한다. 그러나 별다른 증상이 나타나지 않고 넘어가는 경우도 많다. 경미한 정도에서 매우 심각한 고열까지 다양한 정도로 열이 나타날 수 있다. 얼굴과 눈이 빨개지며 염증이 나타난다. 염증이 림프절에 퍼지면 가래톳페스트와 유사한 화농이 발생하기도 한다. 이 경우 고열이 동반된다.

## 원인
야토병은 야토병균이 진드기, 사슴파리 등의 경로를 통해 인간에게 침입하여 발생한다.

### 세균

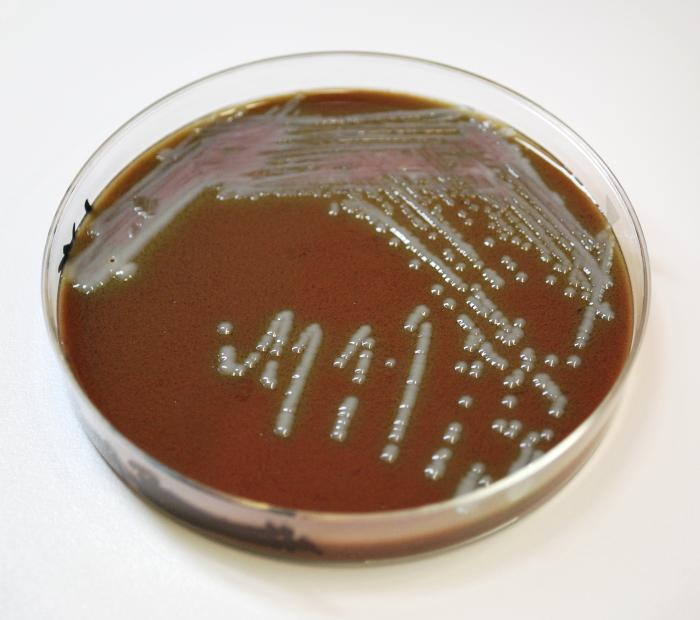
초콜릿한천배지 위에 야토병균 콜로니가 나타났다.

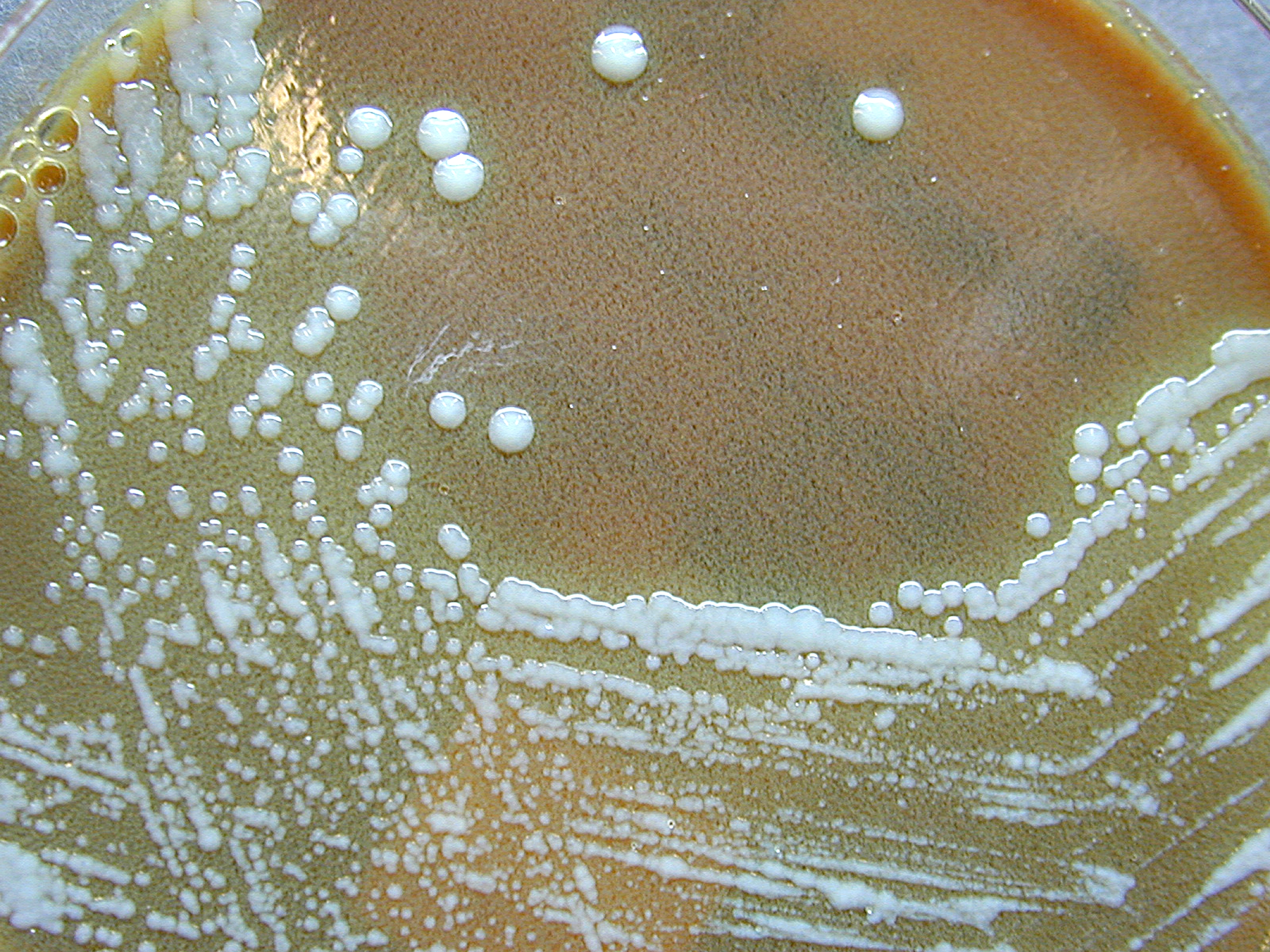
야토병균 콜로니

세균은 피부에 난 상처, 점막, 흡입 등을 통해 체내로 들어온다. 사람의 경우 진드기, 사슴파리 등에 의해 물려서 감염되거나 감염된 동물을 만져서 옮는다. 오염된 물, 흙, 음식 등을 먹어서 감염되기도 한다. 흡입이나 접촉의 가능성이 높은 사냥꾼에서 주로 많이 나타난다. 세균 입자들은 감염된 토끼를 통해 땅으로 들어가, 잔디깎는 기계를 통해 부산하여 사람에게 감염되기도 한다. 사람과 사람 사이에서 직접 전염되지는 않는다. 생화학 무기로 감염될 수도 있다.
야토병균(Francisella tularensis)은 동물의 세포 내부에서도 생존할 수 있다. 따라서 세포내 기생세균으로 분류한다. 백혈구의 일종인 대식세포에게 처음 감염되어 면역계에 침투한다. 이로써 허파, 간, 비장, 림프계통 등 다양한 장기에 전파된다. 감염 경로에 따라 다른 병증이 나타난다. 항생제가 개발되기 이전에는 폐렴형 야토병이나 발열형 야토병의 경우 사망률이 50%에 달했다. 폐렴형 야토병과 발열형 야토병의 빈도는 그리 높지 않아 둘을 합쳐도 10%가 되지 않는다.

### 전염
흔히 절지동물을 매개체로 전염된다. 참진드기속(Amblyomma), 가죽진드기속(Dermacentor), 피참진드기속(Haemaphysalis), 익소디즈(Ixodes)가 대표적인 절지동물 매개체다. 자연 숙주로는 설치류, 토끼, 산토끼 등이 있지만, 미국에서만 봤을 때 이들로 인한 액체 매개 전염률은 5~10%밖에 되지 않는다. 야토병은 사슴파리에 의해서도 전염된다. 진드기에서는 대략 2년, 사슴파리에서는 14일간 세균이 전염성을 가진다. 오염된 동물이나 사물과 직접 접촉함으로써 전염되기도 한다. 덜익은 생선이나 감염된 동물, 오염된 물을 통해 전염되기도 하고, 오염된 먼지를 흡입함으로써 전염될 수도 있다.

## 치료
야토병의 치료를 위해서는 역사적으로 독시사이클린과 같은 스트렙토마이신 또는 테트라시클린 계열의 약물을 사용해왔다 스트렙토마이신보다 더 구하기 쉽다는 이유로 겐타마이신을 사용할 수도 있다. 플루오로퀴놀론을 사용한 잠정적 증거도 있다.